# Черкесские красавицы

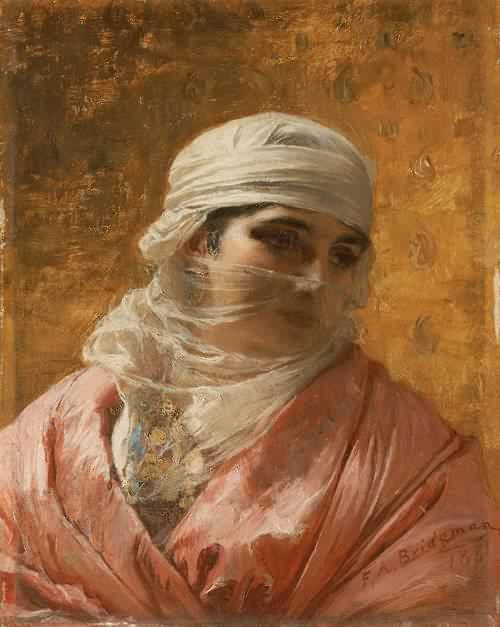
Ф. А. Бриджман Черкешенка (1881)

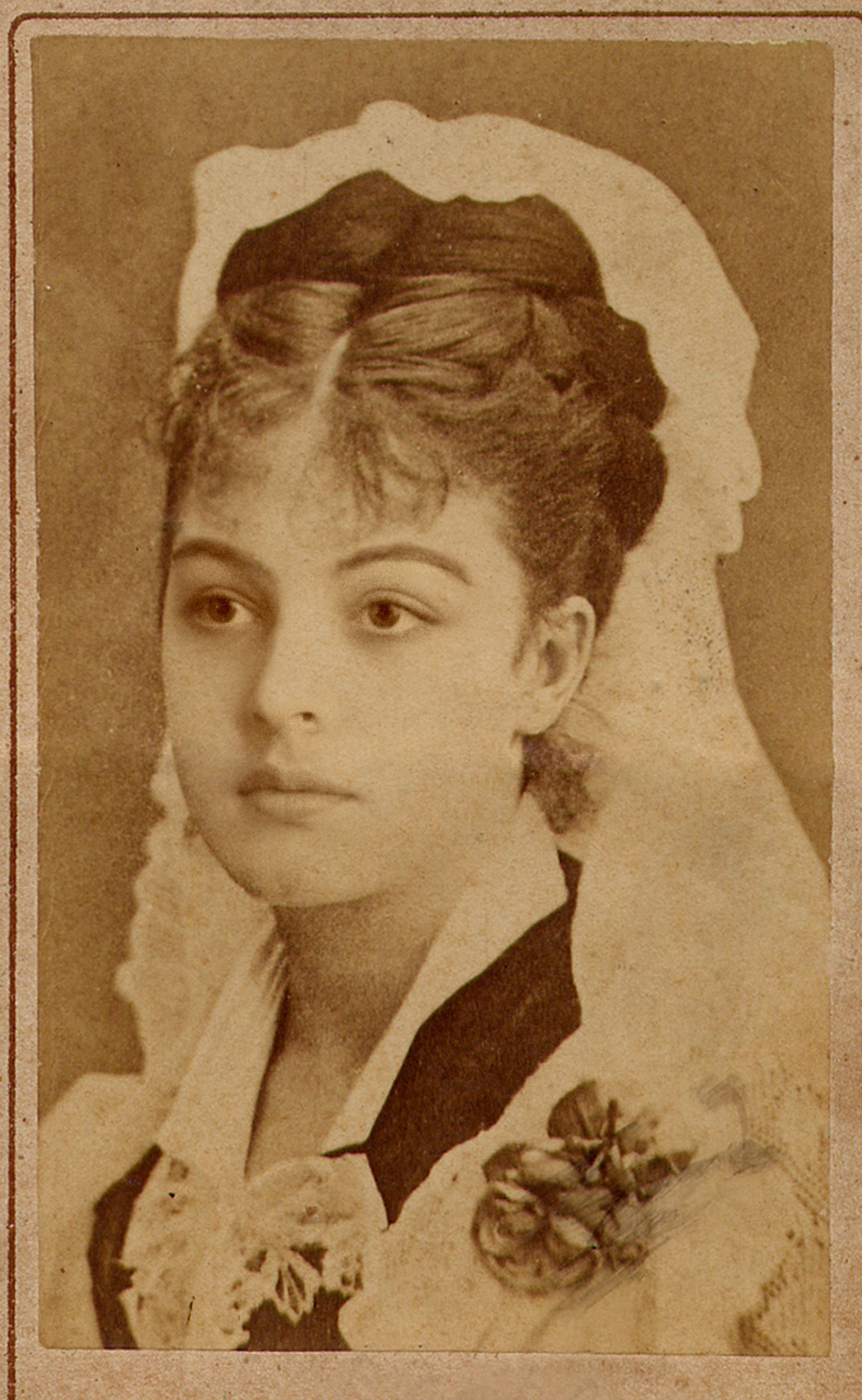
Черкесская женщина

Черкесские красавицы — выражение, применяемое для обозначения идеализированного образа женщины черкесского народа на Северном Кавказе. Исторические и литературные источники показывают, что черкесские женщины считались необыкновенно красивыми, с чёрными глазами и длинными чёрными волосами до пояса.

## История

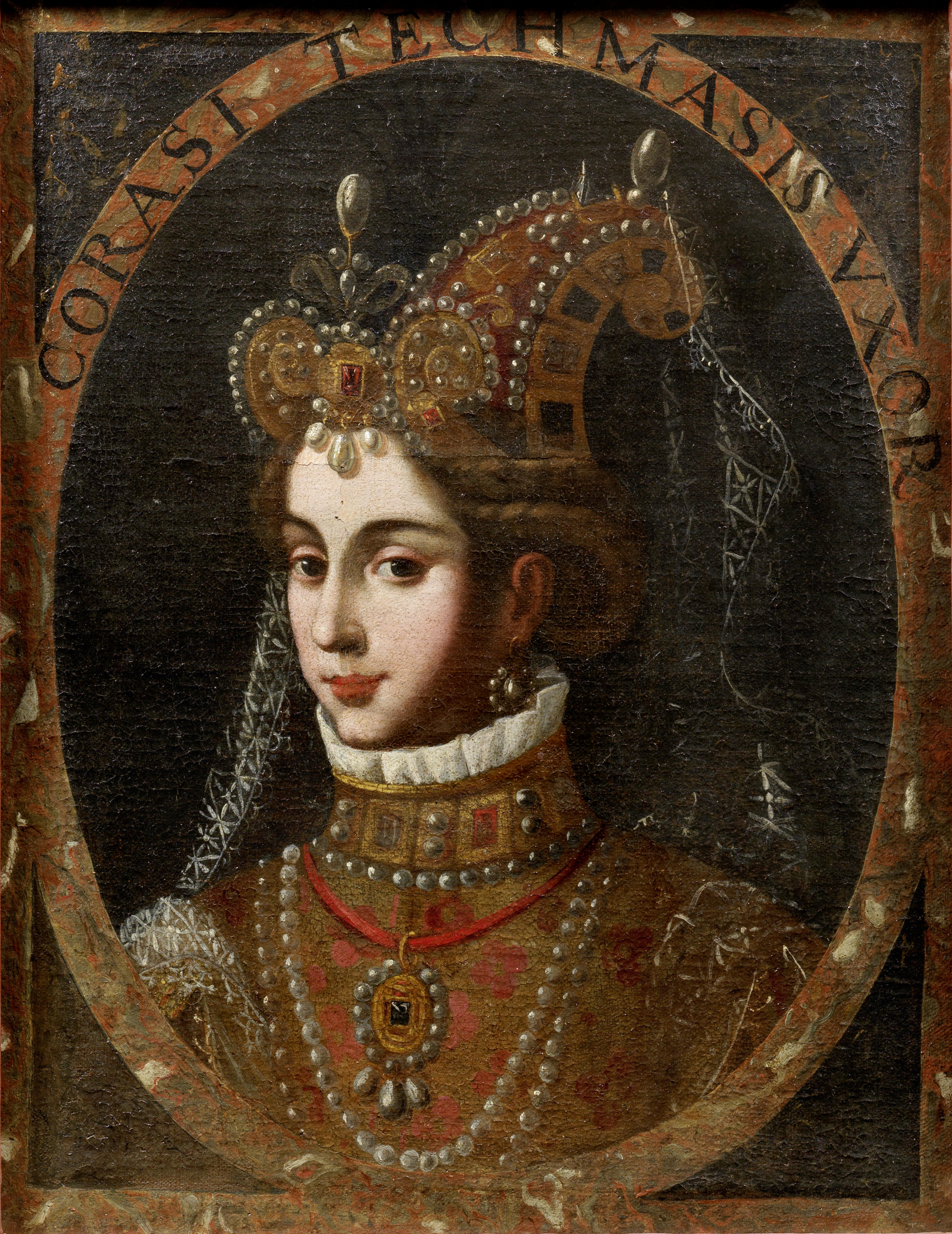
Сестра Тарковского Шамхала Чопана Ибн Будая I, Кумычка Султан-Ага Ханум. Итальянский портрет XVII века с гравюры Брей, Иоганн Теодор де 1596 года

Выражение зародилось в позднем Средневековье, когда на черкесское побережье часто прибывали торговые судна из Генуи, и основатель династии Медичи — Козимо Медичи Старый обрёл внебрачного сына от черкесской рабыни. В эпоху Османской империи, Персидских Сефевидов и династии Каджаров рабыни-черкешенки, жившие в гаремах Харем-и Хумаюн и Насреддин-шаха, прославились как изысканные красавицы, что позже стало устойчивым образом в западном ориентализме.
В поэзии и искусстве стран Европы и Америки черкешенки часто служили идеалом женской красоты. Начиная с XVIII века, косметические продукты рекламировались с упоминанием слова «черкесский» в названии, а в составе косметики, по словам создателей, содержались вещества, используемые женщинами Черкесии.
Жёнами османских султанов часто становились принявшие ислам черкешенки. Черкешенками были матери и фаворитки султанов: Махидевран-султан, Пертевниял-султан, Тиримюжган Кадын-эфенди, Шевкефза-султан, Пиристу Кадын-эфенди. Женой персидского шаха Тахмаспа I династии Сефевидов была Султан-Ага Ханум - кумычка, сестра Тарковского Шамхала Чопана Ибн Будая I.

## Литературные аллюзии

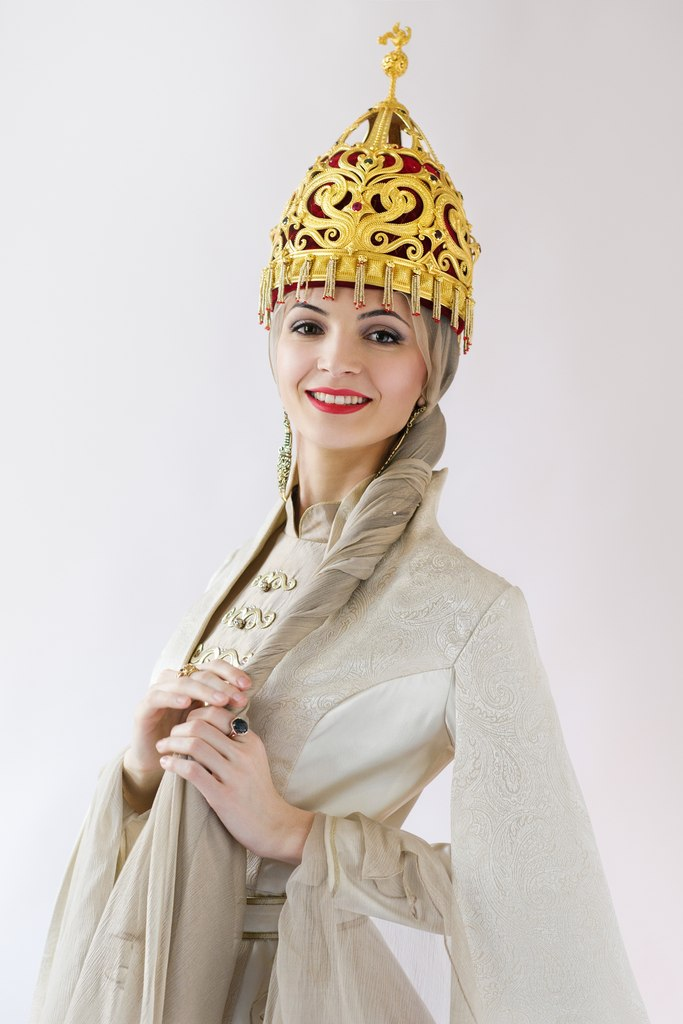
Мисс «Черкешенка» — Бэлла Кукан, 2013 год

В западном мире легенда о черкесских женщинах утвердилась в 1734 году, когда в своих «Письмах об Англии и англичанах» Вольтер намекает на красоту черкесских женщин:

Черкесы бедны, а дочери их красивы, и потому из своих дочерей они извлекают максимум выгоды: они поставляют красавиц в гаремы султана, персидского суфия и всех тех, кто достаточно богат для того, чтобы покупать и содержать этот драгоценный товар; они взращивают дочерей в чести и холе, дабы научить их ласкать мужчин, исполнять пляски, полные неги и сладострастия, разжигать самыми сластолюбивыми способами и средствами похоть горделивых господ, служению которым они предназначены; несчастные эти создания каждодневно твердят свой урок со своими мамашами, подобно тому как наши девочки твердят свой катехизис, ничего в нем не смысля.— Вольтер «Письмо — Прививка оспы»
Их красота упоминается Генри Филдингом в романе Том Джонс (1749), в котором Филдинг отметил: «Сколь презренной явилась бы в глазах моих ослепительнейшая красавица черкешенка, убранная во все драгоценности Индии!».
Подобные чувственные заявления про черкешенок появляются у Байрона в поэме «Дон Жуан» (1818-24), где говорится о продаже рабынь с аукциона:
Иных ценили дорого: одна

Черкешенка, с ручательством бесспорным

Невинности, была оценена

В пятнадцать сотен долларов. Проворно

Ей цену набавляли, и цена

Росла; купец накидывал упорно,

Входя в азарт, пока не угадал,

Что сам султан девицу покупал.— Байрон «Дон Жуан», песнь четвёртая, стих 114
Легенду о черкесских женщинах также использовал немецкий юрист Густав фон Гуго, который писал, что «красоту можно найти скорее у черкесской рабыни, нежели в нищенке», ссылаясь на то, что даже раб может быть цел и невредим, но «свободный» нищий не имел ничего. В 1842 году комментарий Гуго был осужден Карлом Марксом в философском манифесте исторической школы права, на том основании, что в этом комментарии оправдывалось рабство. Марк Твен в своей книге «Простаки за границей» писал: «Черкешенки и грузинки до сих пор продаются в Константинополе их родителями тайно».
Похищение главным героем черкесской красавицы Бэлы является лейтмотивом одной из глав романа М. Ю. Лермонтова «Герой нашего времени».

## Музыка
В 1991 году американская альтернативная рок-группа Monks of Doom [en] выпустила песню под названием «Черкесская красота» (Circassian Beauty). Спустя двадцать один год, в 2012 году британская группа The Safety Fire [en] выпустила альбом с песней «Черкесские красавицы» (Circassian Beauties).